# N334 (België)
De N334 is een gewestweg in de Belgische provincie West-Vlaanderen. De weg ligt volledig op het grondgebied van de stad Oostende. De weg heeft een totale lengte van ongeveer 2 kilometer.

## Traject
De N334 loopt vanaf het Casino-Kursaal als het ware rond de stadskern van Oostende en wordt dan gesloten door de kaarsrechte Leopold II-laan. Aan de zuidkant bij de Mercatorjachthaven kruist de weg eerst de N34 om na 100 meter over te gaan in de N318, die naar Nieuwpoort loopt.
De route gaat achtereenvolgens vanaf de N34 via de Van Iseghemlaan, Europagalerij, Van Iseghemlaan, Albert I-prominade, Visserskaai en Vindictivelaan naar de N34/N318.